# Гименоптерология

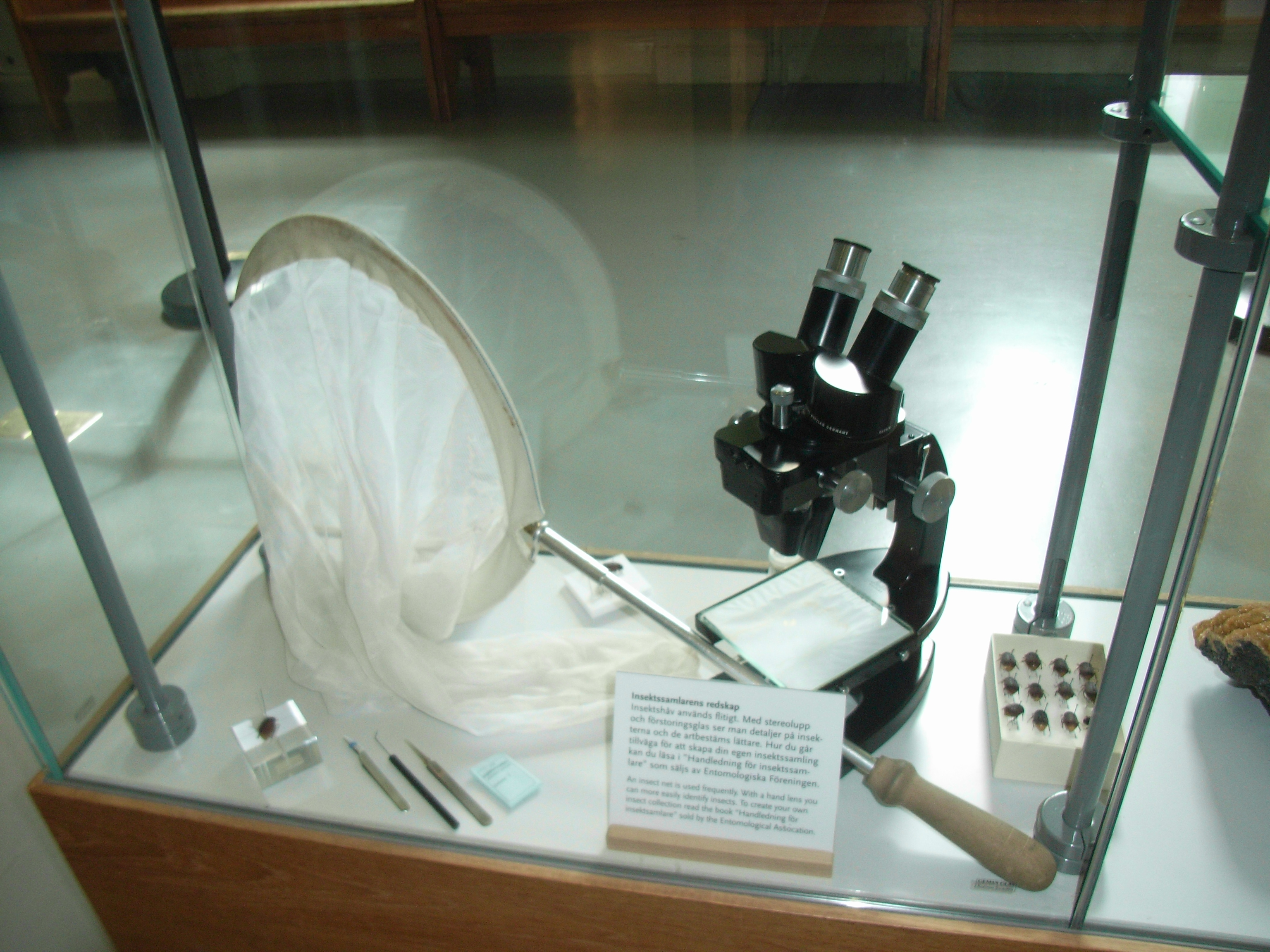
Снаряжение гименоптеролога

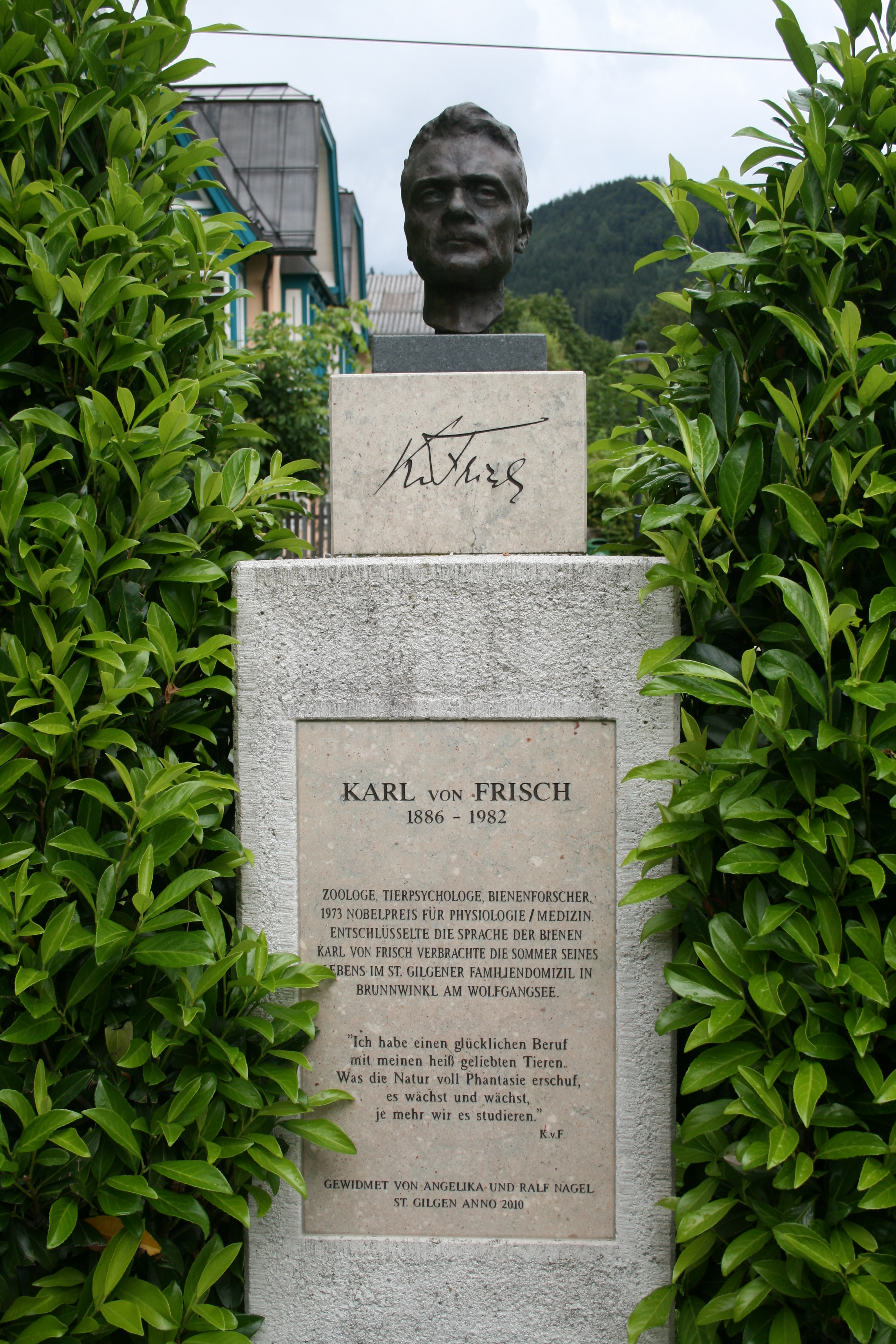
Памятник Карлу Фришу, Нобелевскому лауреату, расшифровавшему язык танца пчёл

Гименоптерология — раздел энтомологии, изучающий представителей отряда перепончатокрылые насекомые (муравьи, наездники, осы, пилильщики, пчёлы, шмели и другие).
Название науки происходит от научного латинского названия самого отряда — Hymenoptera. Разделами гименоптерологии являются мирмекология, апиология и другие более узкие дисциплины.

## Общества
Большая часть перепончатокрылых насекомых ведёт общественный образ жизни, что издавна объединяло и их исследователей в соответствующие общества.
- Международный союз исследователей общественных насекомых
- Международное общество гименоптерологов

## Симпозиумы
- Симпозиум стран СНГ по перепончатокрылым насекомым, Москва, 26-29 сентября 2006. ,
- II Симпозиум стран СНГ по перепончатокрылым насекомым, 13-17 сентября 2010 года, Санкт-Петербург[3][4].
- Евроазиатский Симпозиум по перепончатокрылым насекомым (III Симпозиум стран СНГ), планировался на 2014 (Киев)[5], но перенесён в Нижний Новгород (6-12 сентября 2015 года)[6]
- IV Евроазиатский Симпозиум по перепончатокрылым насекомым, 9-15 сентября 2019 года, Владивосток
- XIII Всероссийский мирмекологический симпозиум «Муравьи и защита леса». Нижний Новгород, 26-30 августа 2009.

## Журналы
- Myrmecologische Nachrichten («Myrmecological News») — Вена, Австрия.
- Insectes Sociaux, международный научный журнал, посвящённый, главным образом, общественным перепончатокрылым насекомым (основан в 1953 году, первый том вышел в 1954 году). С 1990 года главный редактор — профессор Johan Billen (Katholieke Universiteit Leuven, Лёвен, Бельгия). Выпускается издательством Birkhäuser (Базель, Швейцария) ежеквартально (№ 1 — февраль, № 2 — май, № 3 — август, № 4 — ноябрь). В феврале 2009 года вышел 56-й том (№ 1).
- Journal of Hymenoptera Research (ISSN 13142607, online; ISSN 10709428, print). В мае 2012 года вышел 27-й том[7].

## Терминология
В гименоптерологической литературе используются множество терминов для описания специфических структур перпончатокрылых.

## Специалисты по перепончатокрылым
К гименоптерологам следует также относить мирмекологов, апиологов и других более узких специалистов.
- Гринфельд, Эдуард Карлович (1904—1990) — российский энтомолог, профессор кафедры энтомологии Ленинградского университета, работал в заповеднике «Лес на Ворскле», специалист по насекомым-опылителям и муравьям, доктор биологических наук.
- Гребенников Виктор Степанович (23.04.1927—2001) — российский энтомолог, художник-анималист, специалист по разведению и охране шмелей.
- Гуссаковский, Всеволод Владимирович (1904—1948) — русский энтомолог, специалист по жалящим перепончатокрылым, роющим осам, описавший около 500 новых видов, подвидов и родов (более 100 таксонов названы в его честь)[13].
- Длусский, Геннадий Михайлович (1937—2014) — российский энтомолог, мирмеколог
- Джанокмен, Кларисса Алексеевна (р. 1938) — казахстанский энтомолог, специалист по наездникам-хальцидам семейства Pteromalidae, докт.биол.н.[14]
- Ермоленко, Валерий Михайлович (1920—2006) — украинский энтомолог, гименоптеролог, специалист по пилильщикам (Hymenoptera, Symphyta).
- Зерова, Марина Дмитриевна (1934—2021) — украинский энтомолог, специалист по хальцидоидным наездникам (Eurytomidae, Chalcidoidea)
- Казенас, Владимир Лонгинович — казахстанский энтомолог, специалист по роющим осам, доктор биологических наук
- Карпентер, Джеймс Майкл (1956-) — американский энтомолог, специалист по осам
- Киффер, Жан-Жак — французский энтомолог, специалист по паразитическим перепончатокрылым насекомым
- Козлов, Михаил Алексеевич — российский энтомолог, специалист по паразитическим перепончатокрылым насекомым сем. Platygastridae (Platygastroidea)
- Кононова, Светлана Васильевна (5.03.1940 — 9.04.2016) — советский и украинский энтомолог, специалист по паразитическим перепончатокрылым насекомым сем. Platygastridae (Platygastroidea)
- Костылев, Георгий  (Юрий) Александрович (1889—1942) — советский энтомолог, специалист по осам
- Лелей, Аркадий Степанович — российский энтомолог, специалист по осам-немкам и другим жалящим перепончатокрылым, доктор биологических наук[15].
- Мейер, Николай Фёдорович (1889—1946) — советский энтомолог (специалист по Ichneumonidae)
- Мочари, Александр (Alexander Mocsáry, 1841—1915) — венгерский энтомолог
- Мочар, Ласло (László Móczár, 10.12.1914—18.06.2015), венгерский энтомолог, профессор, специалист по жалящим перепончатокрылым (осам-блестянкам, бетилидам и другим)
- Мярцева, Светлана Николаевна (1939-) — советский, туркменский и мексиканский энтомолог (специалист по Encyrtidae), доктор биологических наук (1983), бывший заместитель директора Института зоологии Академии наук Туркменской ССР. С 2000-х годов работает в Мексике в лаборатории прикладной энтомологии университета в г. Сьюдад-Виктория (штат Тамаулипас).
- Никольская, Мария Николаевна (1896—1969) — российский советский энтомолог, работала в отделении перепончатокрылых насекомых Зоологического института, крупнейший специалист по хальцидоидным наездникам (Chalcidoidea) (Hymenoptera).
- Осычнюк, Анна Захаровна (1926—1998) — украинский энтомолог, специалист по пчелиным (Apoidea).
- Попов, Владимир Вениаминович (1902—1960) — советский энтомолог, член-корреспондент АН СССР
- Расницын, Александр Павлович — российский энтомолог, палеонтолог, гименоптеролог
- Сугоняев, Евгений Семенович (1931—2014) — российский энтомолог, сотрудник отделения перепончатокрылых насекомых Зоологического института РАН, крупнейший специалист по паразитическим перепончатокрылым (Hymenoptera), хальцидоидным наездникам (Chalcidoidea) сем. Encyrtidae, теоретик биологического метода защиты растений, доктор биологических наук.
- Тобиас, Владимир Иванович (1929—2011) — российский энтомолог, вице-президент (с 1971) Всесоюзного энтомологического общества, крупнейший специалист по паразитическим перепончатокрылым, доктор биологических наук.
- Тряпицын, Владимир Александрович — российский энтомолог, крупнейший специалист по паразитическим перепончатокрылым (Hymenoptera), хальцидоидным наездникам (Chalcidoidea) сем. Encyrtidae, теоретик биологического метода защиты растений.
- Теленга, Николай Абрамович (1905—1966) — украинский энтомолог, гименоптеролог, специалист по паразитическим перепончатокрылым насекомым (Hymenoptera, Ichneumonoidea), теоретик биологического метода защиты растений, доктор биологических наук, работал в Институте защиты растений УААН (г. Киев)
- Эванс, Говард (Howard Evans, 1919—2002) — американский энтомолог, специалист по осам, Академик Национальной академии наук США.
- Яснош, Валентина Адамовна (Тбилиси)
- Dr. Paul August Viktor Blüthgen (род. 25.7.1880, Mühlhausen/Thür.; умер 2.9.1967, Naumburg a. Saale) — специалист по перепончатокрылым (осы и др.)[16]
- Andreas Werner Ebmer  (род. 8.5.1941 in Linz/Urfahr) — священник[17] и энтомолог, специалист по перепончатокрылым (пчёлы и др.)[18]
- Antonio Giordani Soika[англ.] (1913—1997) — итальянский энтомолог, специалист по осам[19].
- Zdenĕk Bouček — чешско-британский гименоптеролог Зденек Боучек (1924—2011)[20], специалист по хальцидоидным наездникам, автор более 1100 таксонов перепончатокрылых (47 уровня семейства и 281 уровня рода)[21][22][23]
- Josef Gusenleitner (17.09.1929) — австрийский гименоптеролог Йозеф Гузенляйтнер, описал 500 таксонов ос[24][25].